# Микицин
Микицин (пол. Mikicin) — деревня в Монькском повете Подляского воеводства Польши. Входит в состав гмины Ясвилы. По данным переписи 2011 года, в деревне проживали 641 человек.

## География
Деревня расположена на северо-востоке Польши, на расстоянии приблизительно 17 км к северо-востоку от города Моньки, административного центра повета. Абсолютная высота — 126 м над уровнем моря.

## История
Согласно «Указателю населённым местностям Гродненской губернии, с относящимися к ним необходимыми сведениями», в 1905 году в деревне Никитин (Никитино) проживали 609 человек. В административном отношении деревня входила в состав Ясвильской волости Белостокского уезда (4-го стана).
В период с 1975 по 1998 год Микицин являлся частью Белостокского воеводства.

## Достопримечательности
- Усадебный дом 1847 года.